# Albert de Mun
Adrien Albert Marie de Mun (Lumigny-Nesles-Ormeaux, 28 febbraio 1841 – Bordeaux, 6 ottobre 1914) è stato un militare e politico francese.

## Biografia
Lontano discendente di Helvétius, si formò all'École spéciale militaire de Saint-Cyr, partecipò alla guerra franco-prussiana del 1870 come capitano di cavalleria, e fu fatto prigioniero. In Germania scoprì il movimento cattolico popolare, il partito della democrazia cristiana e la figura di Wilhelm Emmanuel von Ketteler, l'arcivescovo di Magonza iniziatore del cattolicesimo sociale.
Liberato, partecipò alla repressione della Comune di Parigi. Monarchico legittimista, fondò nel 1872 con René de la Tour du Pin, Félix de Roquefeuil-Cahuzac e Maurice Maignen i circoli operai cattolici e fu eletto nelle elezioni per il rinnovo dell'Assemblea Nazionale del febbraio 1876. Nel 1881 fu tra i fondatori della rivista L'Association catholique.
Nel 1883, dopo la morte del conte di Chambord, non credendo più alla possibilità di restaurare la monarchia dei Borboni, volle creare un partito cattolico, ma trovò l'opposizione di Papa Leone XIII, e abbandonò il progetto. Nel corso del dibattito sulla legge Waldeck-Rousseau, del marzo 1884, che autorizzava i sindacati, fece l'apologia delle corporazioni dell'Ancien Régime, né liberali, né socialisti.
Nel 1886 si oppose alla legge sull'esilio delle famiglie reali di Francia e fondò l'Association catholique de la jeunesse française. Fu sostenitore del generale Georges Boulanger e fu tra gli accusatori del maggiore Alfred Dreyfus e dello scrittore Émile Zola.
Dal 1892 si fece sostenitore della legittimità costituzionale della Repubblica, rompendo con i vecchi amici monarchici, e nelle elezioni del 1893 non fu rieletto. Con Jacques Piou fondò il partito della Droite constitutionnelle e fu eletto all'Assemblea Nazionale nelle elezioni parziali del 21 gennaio 1894.
Il 1º aprile 1897 fu eletto all'Académie française. Nel 1901 fondò con Jacques Piou l'Action Libérale Populaire, partito cattolico repubblicano, che si oppose alla legge di separazione tra Stato e Chiesa entrata in vigore in Francia nel 1905.
Dal 1910 si allontanò dai dibattiti politici. Fu comunque favorevole all'aumento delle spese militari e quando scoppiò la prima guerra mondiale fondò l'Opera dei confessori volontari. Invitato da Poincaré a Bordeaux, dove il governo si era trasferito, vi morì improvvisamente il 6 ottobre 1914.

## Ascendenza
|                                 |                                |                                    | Genitori                           |  |  | Nonni |  |  | Bisnonni                  |  |  | Trisnonni               |  |
|                                 |                                |                                    |                                    |  |  |       |  |  | Alexandre-François de Mun |  |  | Pierre Alexandre de Mun |  |
|                                 |                                |                                    |                                    |  |  |       |  |  | Alexandre-François de Mun |  |  | Pierre Alexandre de Mun |  |
|                                 |                                | Marie Michelle Filhol de Caillavet |                                    |  |  |       |  |  | Alexandre-François de Mun |  |  |                         |  |
| Claude-Adrien de Mun            |                                |                                    |                                    |  |  |       |  |  | Alexandre-François de Mun |  |  |                         |  |
|                                 |                                | Élisabeth Charlotte Helvétius      | Claude-Adrien Helvétius            |  |  |       |  |  |                           |  |  |                         |  |
|                                 |                                | Élisabeth Charlotte Helvétius      | Claude-Adrien Helvétius            |  |  |       |  |  |                           |  |  |                         |  |
|                                 |                                | Élisabeth Charlotte Helvétius      | Anne-Catherine de Ligniville       |  |  |       |  |  |                           |  |  |                         |  |
| Adrien de Mun                   |                                | Élisabeth Charlotte Helvétius      |                                    |  |  |       |  |  |                           |  |  |                         |  |
|                                 |                                | Wolfgang-Guillaume d'Ursel         | Charles d'Ursel                    |  |  |       |  |  |                           |  |  |                         |  |
|                                 |                                | Wolfgang-Guillaume d'Ursel         | Charles d'Ursel                    |  |  |       |  |  |                           |  |  |                         |  |
|                                 |                                | Wolfgang-Guillaume d'Ursel         | Eleonore von Lobkowicz             |  |  |       |  |  |                           |  |  |                         |  |
| Emilie d'Ursel                  |                                | Wolfgang-Guillaume d'Ursel         |                                    |  |  |       |  |  |                           |  |  |                         |  |
|                                 |                                | Flore d'Arenberg                   | Charles Marie Raymond d'Arenberg   |  |  |       |  |  |                           |  |  |                         |  |
|                                 |                                | Flore d'Arenberg                   | Charles Marie Raymond d'Arenberg   |  |  |       |  |  |                           |  |  |                         |  |
|                                 |                                | Flore d'Arenberg                   | Louise Marguerite de La Marck      |  |  |       |  |  |                           |  |  |                         |  |
| Albert de Mun                   |                                | Flore d'Arenberg                   |                                    |  |  |       |  |  |                           |  |  |                         |  |
|                                 | Eugène Ferron de La Ferronnays | Pierre Ferron de La Ferronnays     |                                    |  |  |       |  |  |                           |  |  |                         |  |
|                                 | Eugène Ferron de La Ferronnays | Pierre Ferron de La Ferronnays     |                                    |  |  |       |  |  |                           |  |  |                         |  |
|                                 | Eugène Ferron de La Ferronnays | Françoise-Renée Le Clerc           |                                    |  |  |       |  |  |                           |  |  |                         |  |
| Auguste Ferron de La Ferronnays | Eugène Ferron de La Ferronnays |                                    |                                    |  |  |       |  |  |                           |  |  |                         |  |
|                                 |                                | Adélaïde Fournier                  | Pierre Fournier                    |  |  |       |  |  |                           |  |  |                         |  |
|                                 |                                | Adélaïde Fournier                  | Pierre Fournier                    |  |  |       |  |  |                           |  |  |                         |  |
|                                 |                                | Adélaïde Fournier                  | Marie Dugast                       |  |  |       |  |  |                           |  |  |                         |  |
| Eugénie Ferron de La Ferronnays |                                | Adélaïde Fournier                  |                                    |  |  |       |  |  |                           |  |  |                         |  |
|                                 |                                | Yves-Marie du Bouchet              | Louis du Bouchet                   |  |  |       |  |  |                           |  |  |                         |  |
|                                 |                                | Yves-Marie du Bouchet              | Louis du Bouchet                   |  |  |       |  |  |                           |  |  |                         |  |
|                                 |                                | Yves-Marie du Bouchet              | Marguerite-Henriette Desmarets     |  |  |       |  |  |                           |  |  |                         |  |
| Albertine du Bouchet            |                                | Yves-Marie du Bouchet              |                                    |  |  |       |  |  |                           |  |  |                         |  |
|                                 |                                | Marie-Françoise Lallemant          | Xavier Lallemant                   |  |  |       |  |  |                           |  |  |                         |  |
|                                 |                                | Marie-Françoise Lallemant          | Xavier Lallemant                   |  |  |       |  |  |                           |  |  |                         |  |
|                                 |                                | Marie-Françoise Lallemant          | Marie-Angélique-Charlotte de Damas |  |  |       |  |  |                           |  |  |                         |  |
|                                 |                                | Marie-Françoise Lallemant          |                                    |  |  |       |  |  |                           |  |  |                         |  |

## Opere
- Discours, 1888-1904
- Contre la séparation, 1905
- Ma vocation sociale: souvenirs de la fondation de l'Œuvre des cercles catholiques d'ouvriers, 1871-1875, 1908
- Les Dernières heures du drapeau blanc, 1910
- Combats d'hier et d'aujourd'hui, 1911
- L'Heure décisive, 1913